# ذباب منزلي صغير
ذباب منزلي صغير أو الذباب الرمام (الإسم العلمي:Fanniidae)، هي فصيلة من الحشرات تتبع رتبة الذوات الجناحين. تحتوي على 285 نوعاً في أربعة أجناس.